# Vibilioidea
Vibilioidea (лат.) — надсемейство ракообразных из отряда бокоплавов.

## Описание
Антенна 1 вставлена к передней поверхности головы. Жгутик антенны 2 не удлинен. Максиллипедовый базальный эндит сросшийся медиально. Тело субцилиндрическое или латерально сжатое, коготки маленькие. Переоподы 5, 6 сходны по длине, переопод 7 короче. Голова крупная, длиннее пеперонита 1. Глаза крупные, занимающие большую часть головы (от маленьких до умеренно больших у Vibiliidae). Максила 1 без базального концевого элемента (внутренней доли) (кроме Cyllopodidae, Paraphronimidae). Базальные эндиты максилл (внутренние доли) полностью слиты. Генитальные папиллы самцов отсутствуют или очень малы. Максиллипед без пальп. Уросомит 1 свободный, уросомиты 2—3 сросшиеся.

## Классификация
Включает 3 семейства. Близко к надсемействам Phronimoidea и Platysceloidea, вместе с которым входит в состав инфраотряда Physocephalata.
- инфраотряд Physocephalata Bowman & Gruner, 1973
  - парвотряд Physocephalatidira Bowman & Gruner, 1973
    - надсемейство Vibilioidea Sars, 1893
      - семейство Cyllopodidae Bovallius, 1887
        - род Cyllopus Dana, 1853

      - семейство Paraphronimidae Bovallius, 1887
        - род Paraphronima Claus, 1879

      - семейство Vibiliidae Dana, 1852
        - род Vibilia H. Milne Edwards, 1830
        - род Vibilioides Chevreux, 1905